# Ossiannilssonola hinei
Ossiannilssonola hinei är en insektsart som först beskrevs av Knull 1945.  Ossiannilssonola hinei ingår i släktet Ossiannilssonola och familjen dvärgstritar. Inga underarter finns listade i Catalogue of Life.